# Produto audiovisual
Produto audiovisual é uma designação genérica para qualquer produto de comunicação (artístico, cultural, educativo, técnico, informativo, publicitário, etc.) formado por imagens com impressão de movimento acompanhadas de som sincronizado.
A definição de produto audiovisual inclui, portanto, filmes exibidos em cinema, programas de televisão aberta ou fechada, vídeos distribuídos em VHS ou DVD ou exibidos em salas especiais, programas transmitidos por telefonia móvel, vídeos disponibilizados na internet, sejam eles ficcionais ou documentários, de animação ou "live-action", comerciais, institucionais, educativos, musicais, etc.
Apesar da tradição de considerar em separado os fenômenos ligados a cinema e televisão - como se uns fizessem parte apenas do campo das artes e outros, do campo da comunicação -, nas últimas décadas vem crescendo a presença de estudos conjuntos e interdisciplinares do novo campo do audiovisual, tanto na área da formação universitária e da teoria crítica quanto da produção profissional e da legislação.

## Classificação
Os produtos audiovisuais podem ser classificados de acordo com sua tecnologia, veículo, estrutura, duração, gênero, etc.

### Quanto à tecnologia:
Tradicionalmente, considera-se que produto audiovisual cinematográfico (ou simplesmente filme) é aquele cujas imagens são produzidas a partir de tecnologia fotoquímica, ou seja, em suporte filme, a partir do fenômeno da fotossensibilidade dos sais de prata.
Em contraposição, produto audiovisual videográfico (ou videofonográfico), ou simplesmente vídeo, seria aquele cujas imagens são produzidas em tecnologia eletromagnética, combinando a aplicação de uma série de fenômenos relativos a este campo da física, tais como o ferromagnetismo, o efeito fotoelétrico, a modulação eletromagnética, etc.
O desenvolvimento da tecnologia digital, a partir dos anos 1990, veio a confundir esta classificação. Em primeiro lugar, o tratamento digital dos sinais de vídeo criou uma nova tecnologia para geração de imagens, tão diferente da tecnologia eletrônica tradicional (hoje conhecida como vídeo analógico) quanto da tecnologia química (e também analógica) do filme.
Além disso, tanto na indústria cinematográfica quanto na televisão, processos tradicionais foram sendo substituídos por processos digitais, de tal forma que, já ao final da primeira década do século XXI, há mais semelhanças do que diferenças nas tecnologias utilizadas por estas duas indústrias.

### Quanto ao veículo:
Considerando veículo no sentido de canal de comunicação, ou "meio físico pelo qual a comunicação audiovisual chega até o espectador", os produtos audiovisuais tradicionalmente se destinavam a dois principais veículos:
- produtos realizados para sala de cinema, normalmente identificados com a ideia de filme;

- produtos realizados para televisão, simplificadamente agrupados sob o título de programas de televisão, com todos os seus gêneros e subgêneros.

Mas, desde os anos 1940, filmes "de cinema" são exibidos também na televisão, o que provocou uma série de discussões sobre a adequação entre produto audiovisual e veículo - questões relativas à proporção de tela (geralmente mais larga no cinema), aos tipos de planos e enquadramentos utilizados (planos muito abertos dificultam o visionamento em telas reduzidas), e mesmo à estrutura dos produtos (que na televisão precisam ser interrompidos para a exibição dos comerciais).
Nas últimas décadas, a diferença de tamanho entre as telas dos diferentes veículos tem sido reduzida, graças tanto à diminuição de capacidade das salas de cinema quanto à ampliação e melhora de qualidade das telas de televisão, com o surgimento do "home theater". No entanto, sala de cinema e televisão permanecem sendo veículos diferentes para a exibição de produtos audiovisuais - um público, de acesso geralmente pago, de visualização coletiva e ritualizada numa "sala escura"; o outro privado, de acesso gratuito para visualização individual ou em grupo familiar, doméstico.
Além disso, novos veículos têm surgido, como salas especiais para exibição de vídeos, telas de televisão com programação especializada para espaços públicos (ônibus, aeroportos, salas de espera, etc.) e, mais recentemente, o visor móvel do telefone celular e a integração de todas as telas no computador conectado à internet.

### Quanto à duração:
No cinema, existe desde a década de 1920 a distinção entre o longa-metragem, ou filme que se sustenta sozinho como espetáculo, com algo em torno de duas horas de duração; e o curta-metragem, ou filme que se presta para complementar um espetáculo formado principalmente por um longa, ou compor um espetáculo múltiplo de vários curtas, geralmente não ultrapassando os 15 minutos de duração. Para suprir uma lacuna conceitual, alguns festivais e órgãos de gestão criaram a ideia do média-metragem, filme que teria uma duração intermediária entre o curta e o longa.
Na televisão, as grades de programação geraram programas unitários de uma hora, geralmente com 52 ou 54 minutos efetivos, sendo o tempo restante reservado para os comerciais; e de meia hora, com 24 ou 26 minutos de conteúdo; além dos programas mais longos (para a exibição de filmes, transmissões esportivas, eventos ao vivo, entrevistas, debates, "programas de auditório", etc.) com duas ou mais horas de duração. 
A publicidade na televisão universalizou o formato do comercial de 30 segundos, para ser inserido nos intervalos da programação, bem como os formatos derivados, mais curtos (15 segundos) ou mais longos (1 minuto).

### Quanto à estrutura:
Programas de televisão podem ser unitários (emissão única) ou em série (emissões múltiplas). As séries podem ser transmitidas em periodicidade diária ou semanal, e podem ser divididas em capítulos (quando a ordem de visionamento é mais rigorosa) ou episódios (emissões parcialmente independentes uma da outra).
De acordo com a tradição da televisão norte-americana, uma série dramática em geral é estruturada em 26 episódios de 52 minutos, para serem exibidos semanalmente num período correspondente a uma temporada; séries de comédia ("sitcoms") ou de desenho animado quase sempre possuem 13 episódios de 26 minutos para cada temporada. Já os folhetins televisivos são organizados em capítulos - de 3 a 5 capítulos para as microsséries, até 15 ou 20 capítulos para as minisséries, acima de 100 capítulos para as telenovelas, número indefinido para as soap operas.
Além disso, cada emissão ou programa é dividido em um certo número de segmentos ou blocos, permitindo a inserção dos comerciais. Os filmes de cinema, concebidos para serem assistidos sem interrupção, quando de sua exibição na televisão comercial são "quebrados" em quatro, seis ou até dez blocos.

### Quanto à geração das imagens e do movimento:
Quanto à forma como são geradas as imagens e a impressão de movimento, a classificação tradicional divide os produtos audiovisuais em dois tipos:
- aqueles em que o movimento real dos objetos em frente à câmara é registrado pela tomada de fotografias fixas em série, a uma cadência constante e suficiente para, na projeção, provocar a impressão de movimento - é o processo usado para a grande maioria dos produtos audiovisuais, chamado em inglês de "live-action" (ação ao vivo);

- aqueles em que objetos estáticos são fotografados em posições fixas, ligeiramente diferentes uma da outra, de forma a, na projeção a uma cadência constante, simular um movimento - é o processo chamado de animação, que pode ser realizado com desenhos (desenho animado), recortes (animação de recortes), bonecos (animação de bonecos) ou mesmo com atores (pixilation).[11]

Desde a década de 1920 existem ainda experiências de realização de filmes em animação direta, ou seja, em que cada imagem é produzida diretamente sobre o fotograma (seja por desenho, pintura, raspagem, colagem, etc.), sem o uso de câmera e, portanto, não se enquadrando em nenhuma das categorias acima;
A versão eletrônica da animação direta é a animação digital, cujas primeiras experiências aconteceram ainda nos anos 1970: neste formato, cada imagem individual é gerada virtualmente, sem câmera, dentro da memória de um computador, utilizando-se para isso programas específicos.